# Riacho Olho d'Água
O Riacho Olho d'Água é um riacho (um pequeno rio) brasileiro que banha o estado da Paraíba.